# Альфаро, Анастасио
Анастасио Альфаро (исп. Anastasio Alfaro; 16 февраля 1865, Алахуэла — 20 января 1951, Алахуэла) — коста-риканский зоолог, геолог и исследователь. Директор Национального музея естественной истории Коста-Рики.
В честь учёного названы следующие таксоны животных: род рыб Alfaro, Oryzomys alfaroi, белка Microsciurus alfari, Sigmodontomys alfari, вид муравьёв Cephalotes alfaroi.